# Ramon Gener (político)
Ramon Gener o Ramon Janer, fue diputado eclesiástico de la Diputación del General de Cataluña entre los años 1364 y 1365 en sustitución de Romeu Sescomes y posteriormente, tuvo un segundo mandato entre los años 1379 y 1380. Era canónigo de la Seo de Urgel y rector de San Andrés de Palomar, Barcelona. Se estima que murió sobre el año 1388. Con una amplia experiencia en la política al haber sido diputado en 1358, fue nombrado consejero de las Cortes de Barcelona en 1365 y auditor en 1367 durante el periodo en que la Diputación del General fue dirigida por un regente. En 1375 volvió a ser elegido diputado durante el segundo mandato de Romeu Sescomes.
El 7 de enero de 1379 fue elegido para un segundo mandato por la Comisión Reorganizadora de la Diputación, que había sido formada con el fin de poder resolver la crisis institucional creada tras las Cortes de Barcelona de 1377. La comisión, solo un año más tarde, destituyó a los diputados nombrados por estas Cortes (Galceran de Besora) y nombró una nueva terna de diputados con Ramon Gener al frente. El segundo mandato de Gener solo duró hasta que las Cortes de Barcelona realizaron los nuevos nombramientos.
| Predecesor: Romeu Sescomes                   | Diputado eclesiástico de la Diputación del General de Cataluña 1364 – 1365 | Sucesor: Bernat Vallès     |
| Predecesor: Galceran de Besora i de Cartellà | Diputado eclesiástico de la Diputación del General de Cataluña 1379 – 1380 | Sucesor: Felip d'Anglesola |